# Pedasí (huyện)
Huyện Pedasí là một huyện (distrito) thuộc tỉnh Los Santos ở Panama. Theo điều tra dân số năm 2000, huyện này có dân số 3614 người. Huyện Pedasí có diện tích 385 km². Huyện lỵ đóng tại Pedasí.